# UFC 180
UFC 180: Werdum vs. Hunt fue un evento de artes marciales mixtas celebrado por Ultimate Fighting Championship el 15 de noviembre de 2014 en el Arena Ciudad de México en Ciudad de México, México.

## Historia
El evento fue el primero que la organización ha celebrado en México.
Se esperaba que el evento estuviera encabezado por un combate por el Campeonato de Peso Pesado de UFC entre el actual campeón Caín Velásquez y Fabrício Werdum. Sin embargo, el 21 de octubre, se anunció que Velásquez se vio obligado a retirarse de la pelea debido a una lesión de rodilla y fue reemplazado por Mark Hunt.
El evento también contó con las finales de peso gallo y peso pluma de The Ultimate Fighter: Latin America.
Se esperaba que Norman Parke se enfrentara a Diego Sánchez en el evento. Sin embargo, Parke se retiró de la pelea a principios de octubre citando una lesión en la rodilla y fue reemplazado por Joe Lauzon. A su vez, Sánchez y Lauzon también acabaron lesionados y el combate fue eliminado del evento.
Se esperaba que Erik Pérez se enfrentara a Marcus Brimage en el evento. Sin embargo, Pérez se retiró de la pelea debido a una lesión en el hombro. Con Pérez fuera, Brimage también fue retirado del evento y fue emparejado con Jumabieke Tuerxun en UFC Fight Night 55.

## Resultados
1. ↑  Por el Campeonato Interino de Peso Pesado de UFC.
2. ↑  Final de Peso Pluma TUF Latin America.
3. ↑  Final de Peso Gallo TUF Latin America.

## Premios extra
Cada peleador recibió un bono de $50,000.
- Pelea de la Noche: Henry Briones vs. Guido Cannetti
- Actuación de la Noche: Fabrício Werdum y Kelvin Gastelum